# Конђа (капа)
Конђа је женска капа, односно женско оглавље, ношено кроз дугачак временски период у склопу народне ношње. Ношена је у Северној Србији, у пожаревачком округу, преко Шумадије, Моравске водопађе, у рудничком, шабачком и ваљевском округу, као и у Подрињу. Крајем XIX века она у потпуности престаје да се носи у скоро свим регијама.
Првобитно је конђа имала улогу невестињског оглавља односно капе коју је млада стављала по удаји, попут смиљевца или тарпоша, с том разликом да се у многим крајевима никада после није скидала, односно жена је била у обавези да је стално носи до смрти. Временом ову капу не носи више младе жене по удаји, већ само старије већ удате жене.
У периоду кад су доста ношене, положај и начин ношења конђе био је различит од краја до краја.

## Изглед и улога
Конђа се углавном описује као једноставнија капа, оглавље удатих жена које се састоји од плитке округле капе са које марама пада на леђа и рамена и која је спреда причвршћена украсном иглом и траком која иде око главе.

#### Средње Потисје
У описивању ритуала венчања у Средњем Потисју помиње се да је младу могуће било разликовати само по конђи у односу на друге званице, и да се преко самог дрвеног обрзуча званог конђа носила марама. Након што млада скине венац од танког воштаног котура који ставња на главу пре венчања, она ставља конђу. Конђа је овде описана као марама која покрива само пунђу на коси и затиљак. У Старом Потисју конђа представља не невесту него жену која припада новој кући, младу.

#### Ваљевски и ужички окрузи
Под овим називом у неким крајевима, попут ваљевског ова капа је сматрана невестинском капом и младе су је стављале на дан венчања. Касније је ова врста оглавља могла да се види на главама само старијих жена овог краја. У својој старијој фази састојала се од округлог дрвета облика тањира које се само назива конђа и које се носили на средини главе. С обе стране конђе налазиле су се по једна црна сомотска трака (кумош) које су се закопчавале испод врата. За конђу би била зашивена једна половина мараме, преко које би се ставио убрадач, који је од танког финог платна, често проткан свилом. Убрадач би једним крајем био ушивен за леву и за десну страну и био би набран испод кумоша. На убрадач се ушивала чипка.
У Рађевини конђа је била кружног облика и стављала се на теме мало нагнута ка челу. На њу се качио убрадач. На исти начин носила се и у околини Ваљева.

#### Мачва и Поцерина
У Мачви се описује како се конђа односно сам дрвени обруч намакне на пунђу и закачи иглама кроз малу повезачу. Конђа се у овим крајевима правила од 2-3 прутића који се савију у котур пречника до 12цм. Потом, се око обруча обмота влакно од неопреденог лана и поврх "живице", односно венца, обмота се прена крпа и зашије. Део конђе, однсоно котура од прућа, који се налази на доњем делу пунђе био је ужи. Сматра се да су се конђе увек набављале свекрве пре свадбе, од жена које су их правиле, и да је младина коса прилагођавана конђи, односно уколико је била превелика, секла би се да би се конђа могла носити.
У овим крајевима је такође са конђом ношена и убрадача, коју је припремао и качио девер. Поред убрадаче млада супруга је носила и "велику повезачу" однсно четвртасту свилену мараму у свим бојама осим беле јер је убрадача била те боје. На конђу су у овим крајевима стављани и накит за конђу однсно "кука-уков" накит који је представњао неку врсту ланчића са талирима који се качио тако да иде око конђе и био је учвршћен посебним украсним иглама.
У конђу су се стављали и венчићи од цвећа, прековпчеље (тканина која је прекривала теме) као и игле "трепетљике" о којима је висила алка са правогуним листићима од сребра који су треперили при сваком покрету главе.
У Мачви и Поцерини конђа је била део "младачког одела" и жена је носила од удаје до смрти. Након неког времена кад јој се ова одећа похаба намештала је другу конђу исто као и прву, само без накита и венчића.

## Значај
Конђе су ношене више векова и као и све невестинске капе имале су улогу да кроз одевање укажу на брачни, односно породични статус девојке или жене која ју је носила. Оне су симболизовале удату жену, а на основу положаја самог обруча и богатсва кићења могле су показати и откале долази жена, као и њено богатство.